# 擬褐斑歧脊沫蟬
擬褐斑歧脊沫蟬（学名：Jembrana formosana）为尖胸沫蟬科歧脊沫蟬屬下的一个种。